# 労働移動支援助成金
労働移動支援助成金（ろうどういどうしえんじょせいきん）とは、日本において雇用保険法等を根拠に、事業規模の縮小等により離職を余儀なくされる労働者等に対する再就職支援を行う事業主に対して給付する助成金の一である。雇用保険のなかの「雇用保険二事業」と呼ばれる事業のうちの雇用安定事業（雇用保険法第62条）として行なわれる。
景気の低迷や経営不振によって離職せざるを得ない労働者が出る一方で、近年では労働力不足による倒産も発生している。事業主が、離職せざるを得ない労働者の再就職に有効な支援を行うことを主な目的としている。

## 助成金の対象となる再就職支援
再就職支援
離職する労働者の再就職支援を職業紹介事業者に委託して再就職を実現させた場合。再就職支援の一部として訓練又はグループワークを実施した場合、助成金を上乗せする。
休暇付与支援
離職が決定している労働者に対して求職活動のための休暇を与えた場合。
職業訓練実施支援
離職する労働者の再就職のための訓練を教育訓練施設等に委託して実施する場合。
なお、従来の「労働移動支援助成金（中途採用拡大コース）」として、中途採用者の雇用管理制度を整備し中途採用の拡大を図った場合の助成は2019年（平成31年）4月より「中途採用等支援助成金（中途採用拡大コース）」として実施されることとなった。

## 受給額
支給対象者1人あたり以下の金額が支給される。ただし、1年度1事業所あたり500人を限度とする。
再就職支援
離職から6か月以内（45歳以上の支給対象者は9か月以内）に対象者が雇用保険一般被保険者又は高年齢被保険者として再就職することが必要となる。
2018年（平成30年）4月1日より、受給額は{（委託費用－訓練実施に係る費用－グループワーク加算の額）×助成率}となる。
- 「助成率」は、中小企業事業主の場合は2分の1（45歳以上の支給対象者は3分の2）、中小企業事業主以外の場合は4分の1（45歳以上の支給対象者は3分の1）となる。ただし、以下のいずれにも該当する場合は特例区分として、中小企業事業主の場合は3分の2（45歳以上の支給対象者は5分の4）、中小企業事業主以外の場合は3分の1（45歳以上の支給対象者は5分の2）となる。
  - 申請事業主が、労働者の再就職支援の実施について委託する職業紹介事業者との委託契約において次のいずれにも該当する契約を締結していること。
    1. 職業紹介事業者に支払う委託料について、委託開始時の支払額が委託料の2分の1未満であること。
    2. 職業紹介事業者が支給対象者に対して訓練を実施した場合に、その経費の全部又は一部を負担するものであること。
    3. 委託に係る労働者の再就職が実現した場合の条件として、当該労働者の雇用形態が期間の定めのないもの（パートタイムを除く）であり、かつ、再就職先での賃金が離職時の賃金の8割以上である場合委託料について5%以上を多く支払うこと。

  - 支給対象者の再就職先における雇用形態が、期間の定めのない雇用（パートタイム労働者を除く。）であり、かつ、再就職先での賃金が離職時の賃金の8割以上であること。

休暇付与支援
2016年（平成28年）4月1日より、再就職実現時に、当該休暇1日当たり中小企業事業主については8,000円、中小企業事業主以外の場合は5,000円（180日分が上限）。さらに、2017年（平成29年）4月1日より、支給対象者の離職の日の翌日から起算して1か月以内に再就職が実現した場合、支給対象者1人につき10万円を加算する。
職業訓練実施支援
2016年（平成28年）10月19日より、再就職実現時に、訓練実施に係る費用の3分の2（上限30万円）。
| 産業分類             | 資本金の額・出資の総額 | 常時雇用する労働者の数 |
| -------------------- | ---------------------- | ---------------------- |
| 小売業(飲食店を含む) | 5,000万円以下          | 50人以下               |
| サービス業           | 5,000万円以下          | 100人以下              |
| 卸売業               | 1億円以下              | 100人以下              |
| その他の業種         | 3億円以下              | 300人以下              |

## 評価
この制度に対しては政府がリストラを推奨しているという批判が存在する。当初はこの制度は中小企業のみが対象であったが、2014年3月より対象を大企業にまで拡大している。そしてこの政策の予算規模は2億円程度であったのが約300億円にまで拡充された。この制度によって労働者をリストラをする企業も再就職を斡旋する企業も恩恵を受けることができるようになるものの、リストラされた労働者だけが恩恵を受けることができないと見られている。金額は再就職が決まった場合に支援会社への委託費用のうち最大60万円が支給される。再就職が決まらなかった場合にでも支援会社に委託をしただけで10万円が支給される。このことから企業は労働者を解雇して、その労働者を再就職支援会社に紹介するだけで金銭を得られ、リストラをするコストを国が負担してくれるということになる。